# Olimpio (exarca)
Olimpio (fallecido en Sicilia en 652) fue exarca de Rávena entre 649 y 652. Antes de su mandato como exarca, Olimpo era chambelán (cubicularius) imperial en Constantinopla.

## Historia
En 649, según el Liber Pontificalis, el emperador bizantino Constante II ordenó a Olimpo arrestar al papa Martín I con la excusa de que la elección del papa no había sido sometida al emperador para su requerida aprobación y de que no se hubiese firmado por el papado un nuevo decreto imperial de 648 denominado Typos. Además, Constante estaba molesto con la condena de Martín a la herejía monotelita, mediante el Concilio de Letrán de ese año con la participación de más de 100 obispos. Temía que resucitara el conflicto religioso que había asolado el Imperio. Olimpio intentó ganar el apoyo de la ciudadanía de Roma, así como de los obispos. También, supuestamente, consideró ordenar el asesinato de Martín. Ninguna de sus acciones, sin embargo, tuvo mucho éxito.
Martín viendo los acontecimientos, intentó ganar a su causa a Olimpio dándole apoyo como usurpador del trono de Bizancio, por lo que decidió cambiar su lealtad y se puso del lado del papa, declarándose simultáneamente emperador. Marchó a Sicilia en 652, ya sea para luchar contra los sarracenos o contra las fuerzas bizantinas locales. Pero su ejército fue afectado por una enfermedad desconocida, que mató a Olimpio ese mismo año.
En el exarcado fue sucedido por Teodoro I Caliopas.